# Mon coeur s’ouvre à ta voix
Mon cœur s’ouvre à ta voix (с фр. — «Моё сердце открывается звуку твоего голоса») — третья ария Далилы (меццо-сопрано) из второго акта оперы «Самсон и Далила» Камиля Сен-Санса на либретто Фердинанда Лемера. Самый известный и часто цитируемый фрагмент оперы.
В этой арии Далила, уже решившись соблазнить и предать Самсона, обращается к нему с притворной нежностью и соблазном. Она использует всю свою хитрость и обаяние, чтобы завоевать его доверие. Слова арии полны чувственности и кажущейся искренности: Далила поёт о том, как голос Самсона пробуждает её сердце, как она жаждет его любви и близости. Однако за этими красивыми словами скрывается коварный замысел — она хочет, чтобы Самсон раскрыл ей тайну своей силы, доверясь её лживым чувствам. Композитора занимает драматический контраст между внешней красотой и внутренней фальшью.
Ария написана в ре-бемоль мажоре, размер — {\displaystyle {\frac {3}{4}}} для куплетов и {\displaystyle {\frac {4}{4}}} для рефрена («Ah! Réponds…»). Темп — andantino (♩ = 66) для куплетов и un poco più lento для рефрена. Требуемый вокальный диапазон — от B-flat3 до G-flat5, с тесситурой от E-flat4 до E-flat5. Инструментал — флейта, гобой, английский рожок, кларнет, валторна, арфа и струнные. Мелизматическая структура арии требует от исполнителя legato в широком диапазоне.